# Boris Pergamenshchikov
Borís Mirónovich Pergámenshchikov (en ruso: Бори́с Миро́нович Перга́менщиков, Leningrado, 14 de agosto de 1948 - Berlín, 30 de abril de 2004) fue un violonchelista ruso.

## Biografía
Comenzó a estudiar violonchelo y composición a la edad de seis años en el conservatorio de su ciudad natal, donde fue alumno de Emanuel Fischmann. En 1970, ganó el primer premio en el Concurso internacional de Praga. En 1974, ganó el primer premio en el Concurso Internacional Chaikovski de Moscú. Su carrera se desarrolló rápidamente en conciertos y música de cámara; tocó regularmente en el Festival de Lockenhaus en Austria, con Gidon Kremer. En 1977, emigró hacia el Oeste. Hizo su debut en los Estados Unidos en 1982 y luego en Japón.
En 1981, Pergamenshchikov formó brevemente un trío con el veterano violinista Wolfgang Schneiderhan y el pianista Paul Badura-Skoda. También era socio habitual del pianista Lars Vogt, y cuando dieron un recital juntos en el cumpleaños de Vogt el año pasado, Pergamenshchikov consiguió convertir uno de sus bises en una interpretación de Cumpleaños Feliz. Sería su última aparición juntos.
Hizo su debut en Nueva York en 1984 y entonces el New York Times escribió que él era "un violonchelista de clase mundial ya que sus actuaciones fueron de un nivel técnico, tonal, musical e interpretativo que sólo un pequeño puñado de violonchelistas podría lograr". Pasó a actuar como solista con muchas de las mejores orquestas del mundo y a grabar para Chandos, Decca, EMI, ECM, Hänssler y Sony Classical.
La interpretación y la personalidad cálida e inteligente de Pergamenshchikov lo convirtieron en un artista invitado popular en festivales de música de cámara, trabajando con artistas como Andras Schiff, Yehudi Menuhin, Gidon Kremer y Mstislav Rostropovich. El pianista Lars Vogt, que fue su compañero en recitales durante mucho tiempo destaca la pasión del violonchelista por la historia y la literatura, así como su sentido del humor. 
En 1991, Pergamenshchikov fundó la Asociación Europea de Cámara de Música para promover el diálogo musical entre jóvenes intérpretes de Europa occidental y oriental. De 1990 a 1995, organizó el Festival de Música de Cámara Finale en Colonia.
Ardiente defensor de la música de su tiempo, tiene la oportunidad de tocar las obras de compositores como Shostakóvich, Lutosławski, Schnittke, Dutilleux, K. Meyer, Gubaidúlina, Kurtág, después de haberlas trabajado con los mismos compositores. Su grabación para el sello Chandos del concierto, Todo un mundo remoto... de Dutilleux es recompensada por un Diapason d'or y, en 2001, estrena, con los violonchelistas Truls Mørk y Han-Na Chang y la Orquesta Sinfónica de la NHK, bajo la dirección de Charles Dutoit, el Concerto grosso para tres violonchelos de Krzysztof Penderecki.
Imparte clases en el conservatorio superior de música de Colonia, entre 1977 y 1992, en la academia de música de Basilea y en el conservatorio superior de música Hanns Eisler de Berlín (1998-2004). 
Tocaba en un Domenico Montagnana de 1735.
Murió de cáncer el 30 de abril de 2004 a la edad de 55 años.
Fue una de las "alma mater" del "Festival de Cámara de Heimbach". Allí, ese verano de 2004 sus admiradores, con Lars Vogt a la cabeza, uno de los alumnos de Pergamenshchikov, el chelista brasileño Claudio Bohórquez, y la joven violinista alemana, Antje Weinthaus, le rindieron homenaje, interpretando el Trío para piano Op.50 (1882) de Chaikovski, "a la memoria de un gran artista", una de las grandes obras del género camerístico, creada en homenaje a su profesor y amigo Nikolái Rubinstein, muerto el año anterior.